# Rising Storm
『Rising Storm』（ライジングストーム）は、2013年5月30日にアメリカのゲーム会社Tripwire Interactiveからリリースされた『Red Orchestra 2: Heroes of Stalingrad』のMOD。太平洋戦線の島々を舞台にしたリアル系ファーストパーソン・シューティングゲーム 。
2010年5月に発表され、ベータ版がその年の5月8日に公開された。また、ベトナム戦争を題材にした続編『Rising Storm 2：Vietnam』が2017年にリリースされた。

## 概要
Tripwire InteractiveがMODコミュニティ有志と共同で開発した『Red Orchestra 2: Heroes of Stalingrad』のスタンドアローン版MOD。ゲームは、ペリリューの戦い、ニューギニアでの密林戦やサイパンのチャランカノアでの市街戦、硫黄島での戦いなど、太平洋戦線のさまざまなマップが用意されている。オンライン対戦では一つのマップに最大で64人のプレイヤーが参加できる。

## ゲームプレイ
プレイヤーは日本軍（帝国陸軍・海軍陸戦隊）と米軍（アメリカ陸軍・アメリカ海兵隊）に分かれ敵軍と対戦する。マップは太平洋戦争での有名な戦場をモチーフとしており、それぞれにいくつかの拠点が存在する。各陣営は攻撃側と防御側に分かれて勝利条件を達成するために太平洋戦線で使われていた武器を用いて戦う。

## システム
テリトリーモード
日本軍・米軍はランダムにそれぞれ攻撃・防御側に分かれて戦う。攻撃側は制限時間内に敵陣地を全て占領すれば勝利。防衛側は制限時間内に1箇所以上の陣地を防衛するか、一定時間特定の陣地を防衛すれば勝利。両陣営とも敵を全滅させば勝利となる。
マルチキャンペーンモード
両陣営は太平洋地図上の領地を戦闘によって占領し、全ての領地を獲得した陣営が勝利となる。またどちらかの戦闘力がゼロになった時点で獲得した領地が多い陣営が勝利となる。戦闘力は戦闘によって増減する。戦闘の勝敗によって敵領地への侵攻か拠点の防衛かを選べる。

## 兵科
各陣営にはそれぞれ枠が限られた数の兵科があり、それぞれが違った役割を担っている。
| 各兵科                        | 日本軍                                                              | 米軍                                                 |
| ----------------------------- | ------------------------------------------------------------------- | ---------------------------------------------------- |
| 小銃兵 - 日米共通の兵科。     | 三八式歩兵銃 九九式短小銃                                           | M1ガーランド小銃 スプリングフィールドM1903小銃       |
| 機関銃手 - 日米共通の兵科。   | 九六式軽機関銃 九九式軽機関銃                                       | ブローニングM1919重機関銃                            |
| 狙撃兵 - 日米共通の兵科。     | 九七式狙撃銃 九九式狙撃銃                                           | スプリングフィールド狙撃銃                           |
| 工兵- 日米共通の兵科。        | 三八式歩兵銃 九九式短小銃 九九式破甲爆雷                            | M1カービン M12トレンチガン 九九式破甲爆雷 サッチェル |
| 突撃兵 - 日本軍専用の兵科。   | 一〇〇式機関短銃                                                    | X                                                    |
| 擲弾筒手 - 日本軍専用の兵科。 | 八九式重擲弾筒、三八式歩兵銃                                        | X                                                    |
| 自動小銃手 - 米軍専用の兵科。 | X                                                                   | BAR自動小銃                                          |
| 火炎放射手 - 米軍専用の兵科。 | X                                                                   | M２火炎放射器                                        |
| 分隊長 - 共通兵科。           | 一〇〇式機関短銃 三八式 九九式 日本軍は専用武器の軍刀を持っている。 | トンプソンM1928 M1カービン                           |
| 指揮官 - 共通兵科。           | 一〇〇式機関短銃 三八式 九九式 日本軍は専用武器の軍刀を持っている。 | トンプソンM1928 M1カービン                           |

そのほかにも防御側は陣地に備え付けの九二式重機関銃やM1917重機関銃が使用可能。

## 登場兵器一覧

### 日本軍兵器
- 三八式歩兵銃
- 九九式短小銃
- 九六式軽機関銃
- 九九式軽機関銃
- 九二式重機関銃
- 一〇〇式機関短銃
- 九七式狙撃銃
- 九九式狙撃銃
- 八九式重擲弾筒
- 軍刀
- 九九式破甲爆雷

### 連合軍兵器
- スプリングフィールドM1903
- M1ガーランド
- M1カービン
- トンプソンM1928
- ブローニングM1917
- ブローニングM1919
- BAR
- M12トレンチガン
- M２火炎放射器
- サッチェル
- 九九式破甲爆雷

## 評価
Best Multiplayer Game of The Year:  2013 PC Gamers を獲得した。

## 開発
2010年5月18日Tripwire InteractiveがMODコミュニティと共同で開発していることが公表された。

## レセプション
Rising Stormは、ファンやメディアから強い肯定的な評価を得た。PC Gamer誌では86/100の評価を得ており、「スケール感、設定、忠実さが見事に活かされた、第二次世界大戦の残忍なシューティングゲーム」と評価されている。